# Liste der Baudenkmale in Rätzlingen (Niedersachsen)
In der Liste der Baudenkmale in Rätzlingen sind alle Baudenkmale der niedersächsischen Gemeinde Rätzlingen aufgelistet. Die Quelle der IDs und der Beschreibungen ist der Denkmalatlas Niedersachsen. Der Stand der Liste ist der 12. November 2021.

## Rätzlingen
Die Gemeinde wurde das erste Mal 1032 erwähnt.

### Einzeldenkmal in Rätzlingen
| Lage                                          | Bezeichnung               | Beschreibung | ID       | Bild           |
| --------------------------------------------- | ------------------------- | --- | -------- | -------------- |
| Hauptstraße 52° 58′ 33″ N, 10° 40′ 23″ O      | Kirche                    | Die St.-Vitus-Kirche Rätzlingen ist ein rechteckiger Saalbau in Backsteinmauerwerk mit einem dachreiterartigen schiefergedecktem Turm. Satteldach mit Ziegelpfannendeckung. Innen umlaufende Emporen. Erbaut durch den hannoverschen Konsistorialbaumeister Friedrich August Ludwig Hellner 1838-1840. Zeitgenössische Innenraumgestaltung mit zum Teil älterer Ausstattung, so u.a. einem Schnitzaltar von 1514. | 31094059 | Weitere Bilder |
| Hauptstraße 7 52° 58′ 35″ N, 10° 40′ 22″ O    | Wohn-/ Wirtschaftsgebäude | Zweiständerbau in Fachwerk mit Backsteinausfachung unter Halbwalmdach. Errichtet um 1800. | 31094077 | BW             |
| Hauptstraße 12 52° 58′ 34″ N, 10° 40′ 24″ O   | Ehemalige Schule          | Eingeschossiger Backsteinbau unter Halbwalmdach in Ziegelpfannendeckung. Kleiner Wirtschaftsteil mit Quereinfahrt. Erbaut 1890 als Schulgebäude. | 31094164 | BW             |
| Hauptstraße 18 52° 58′ 33″ N, 10° 40′ 31″ O   | Wohnhaus mit Einfriedung  | Zweigeschossiger Backsteinbau mit Putzblenden unter ziegelgedecktem Walmdach. Zwei Zwerchhäuser mit Krüppelwalmdach. Erbaut 1909. Das Grundstück wird eingefriedet von einem zeitgenössischen Zaun aus Backsteinpfeilern, zwischen denen hölzerne Elemente stehen. | 31094094 | BW             |
| Hauptstraße 22 52° 58′ 33″ N, 10° 40′ 37″ O   | Wohn-/ Wirtschaftsgebäude | Traufständiges Querdielenhaus in Fachwerk mit Backsteinausfachung, unter ziegelgedecktem Halbwalmdach. Errichtet um 1890. | 31094112 | BW             |
| Kleine Straße 2 52° 58′ 32″ N, 10° 40′ 14″ O  | Wohn-/ Wirtschaftsgebäude | Giebelständiger Vierständerbau mit Vorschauer unter ziegelgedecktem Halbwalmdach. Zwerchhaus über dem östlichen Fletteingang. Errichtet 1840 (i). | 31094129 | BW             |
| Kleine Straße 10 52° 58′ 33″ N, 10° 40′ 25″ O | Wohnhaus                  | Zweigeschossiger traufständiger Backsteinbau mit Zierfachwerk im Obergeschoss unter Walmdach in Ziegelpfannendeckung. Straßenseitig im Obergeschoss Erker unter Krüppelwalmdach. Erbaut um 1910. | 31094146 | BW             |
| Achterstraße 3 52° 58′ 36″ N, 10° 40′ 30″ O   | Wohnhaus                  | Eingeschossiger Backsteinbau unter Walmdach in Ziegelpfannendeckung. Große Dachausbauten. Detailformen des „Backsteinexpressionismus“, verwendet wurde ein dunkel gebrannter Backstein. Erbaut um 1925. | 31094041 | BW             |